# Ruth Bader Ginsburg

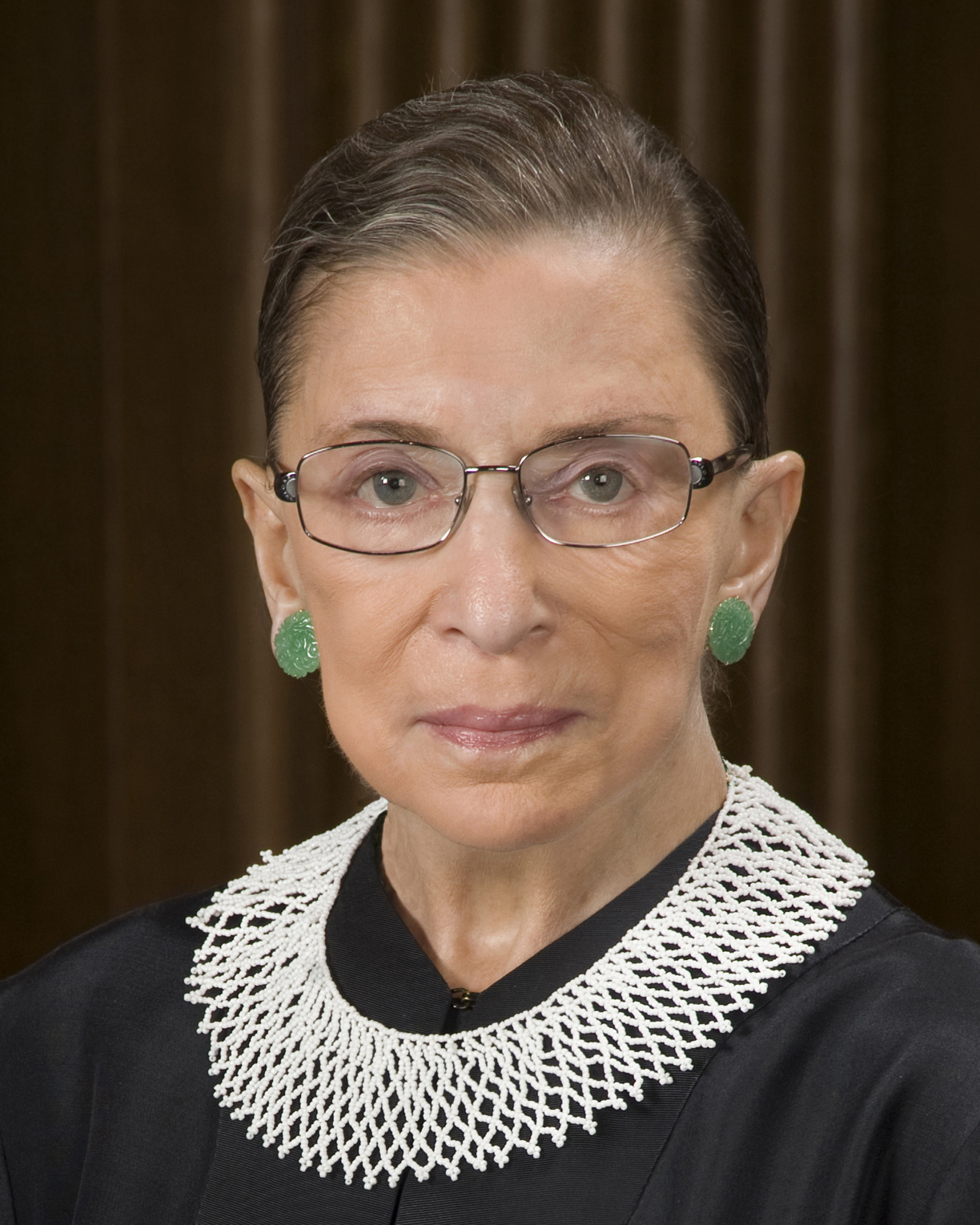
Ruth Bader Ginsburg (2010)

Joan Ruth Bader Ginsburg (* 15. März 1933 in Brooklyn, New York City, New York als Joan Ruth Bader; † 18. September 2020 in Washington, D.C.) war eine US-amerikanische Juristin und ab 1993 Beisitzende Richterin (Associate Justice) am Supreme Court der Vereinigten Staaten. Dort wurde sie dem „linken“ (liberalen) Flügel zugerechnet.

## Leben

### Herkunft und Ausbildung
Ruth Bader wurde in einem „multikulturellen“ Arbeiterwohnviertel von Brooklyn in einer jüdischen Familie geboren. Die Eltern ihrer Mutter Celia, geb. Amster, waren kurz vor ihrer Geburt aus Polen eingewandert, ihr Vater Nathan war im Alter von 13 Jahren aus Odessa in die Vereinigten Staaten gekommen. Der Vater betrieb einen kleinen Pelzhandel. Beide Eltern waren nicht besonders gebildet, legten aber großen Wert auf die Ausbildung ihrer Tochter. Ruth Bader hatte eine ältere Schwester, die starb, als Ruth zwei Jahre alt war. Ihre Mutter starb an einer Krebserkrankung, als Ruth Bader gerade ihren Schulabschluss von der James Madison High School erwarb. Anschließend studierte Ruth Bader an der Cornell University, wo sie den Bachelor-Grad „mit Auszeichnung“ erwarb. An der Universität lernte sie Martin Ginsburg kennen, den sie kurze Zeit später heiratete. Das Ehepaar lebte danach in Fort Sill (Oklahoma), wo Martin Ginsburg seinen Militärdienst leistete. Danach begann er ein Studium der Rechtswissenschaften an der Harvard University. 14 Monate nach Geburt der gemeinsamen Tochter Jane nahm Ruth Bader Ginsburg ebenfalls ein Jura-Studium in Harvard auf. In Harvard war sie eine von neun Studentinnen unter mehr als 500 männlichen Kommilitonen und war hier und auch später wiederholt Vorurteilen und Zurücksetzungen ausgesetzt, da noch vielfache Vorbehalte gegenüber Frauen in höheren akademischen und juristischen Ämtern bestanden. Das Thema der Geschlechtergerechtigkeit wurde später zu einem Hauptthema ihrer juristischen Arbeit.

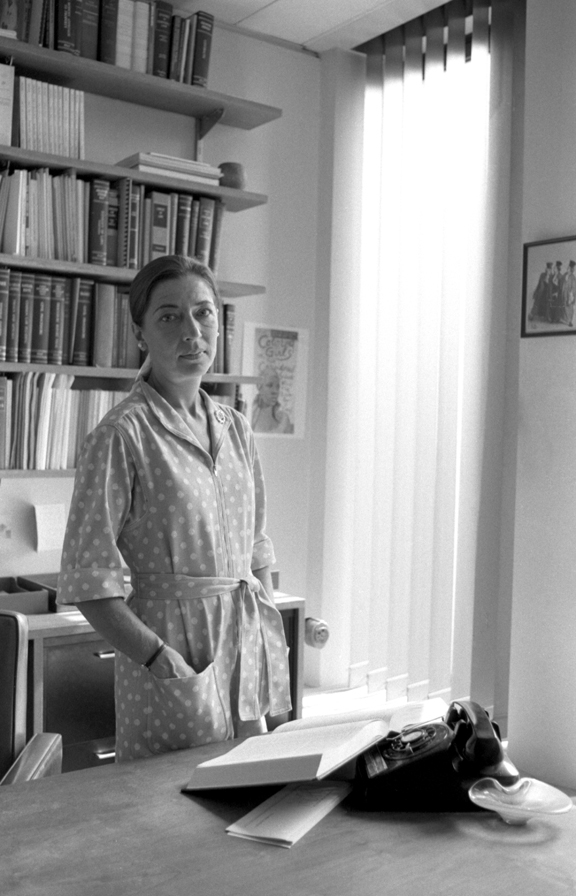
Ruth Bader Ginsburg, 1978. Aufnahme der Fotografin und Autorin Lynn Gilbert für das Buch Particular Passions: Talks with Women Who Have Shaped Our Times von Frauen, die Pionierinnen auf traditionell von Männern dominierten Feldern waren.

Während des Studiums erkrankte ihr Mann an Hodenkrebs, und Ruth Bader Ginsburg musste neben ihrem Studium für ihren Mann und die kleine Tochter sorgen. Trotzdem schloss sie das Studium mit Bestleistungen ab. Ihr Mann wurde von der Krebserkrankung geheilt und nahm eine Stelle in einer Steuerberatungsfirma in New York City an. Ruth Bader Ginsburg wechselte daraufhin an die Columbia University. Von 1959 bis 1961 arbeitete sie als Rechtsreferendarin (clerk) am United States District Court for the Southern District of New York. Danach arbeitete sie wieder an der Columbia University in einem Projekt über internationale Rechtsverfahren. In dessen Rahmen hielt sie sich eine Zeit lang an der Universität Lund auf, um das Rechtssystem Schwedens zu studieren. 1963 erhielt sie eine Professur an der Rutgers University in New Jersey. 1965 wurde ihr Sohn James geboren, und 1972 wechselte sie wieder an die Columbia University Law School. In den 1970er Jahren beschäftigte sie sich juristisch mit dem Problemfeld der Geschlechterdiskriminierung und führte mehrere Fälle bis vor den Supreme Court. Im Jahr 1980 wurde Ginsburg durch Präsident Jimmy Carter zur Richterin am Bundesberufungsgericht für den District of Columbia (U.S. Court of Appeals for the District of Columbia Circuit) ernannt.

### Richterin amSupreme Court

Vereidigung von Ruth Bader Ginsburg als Richterin am Supreme Court am 10. August 1993

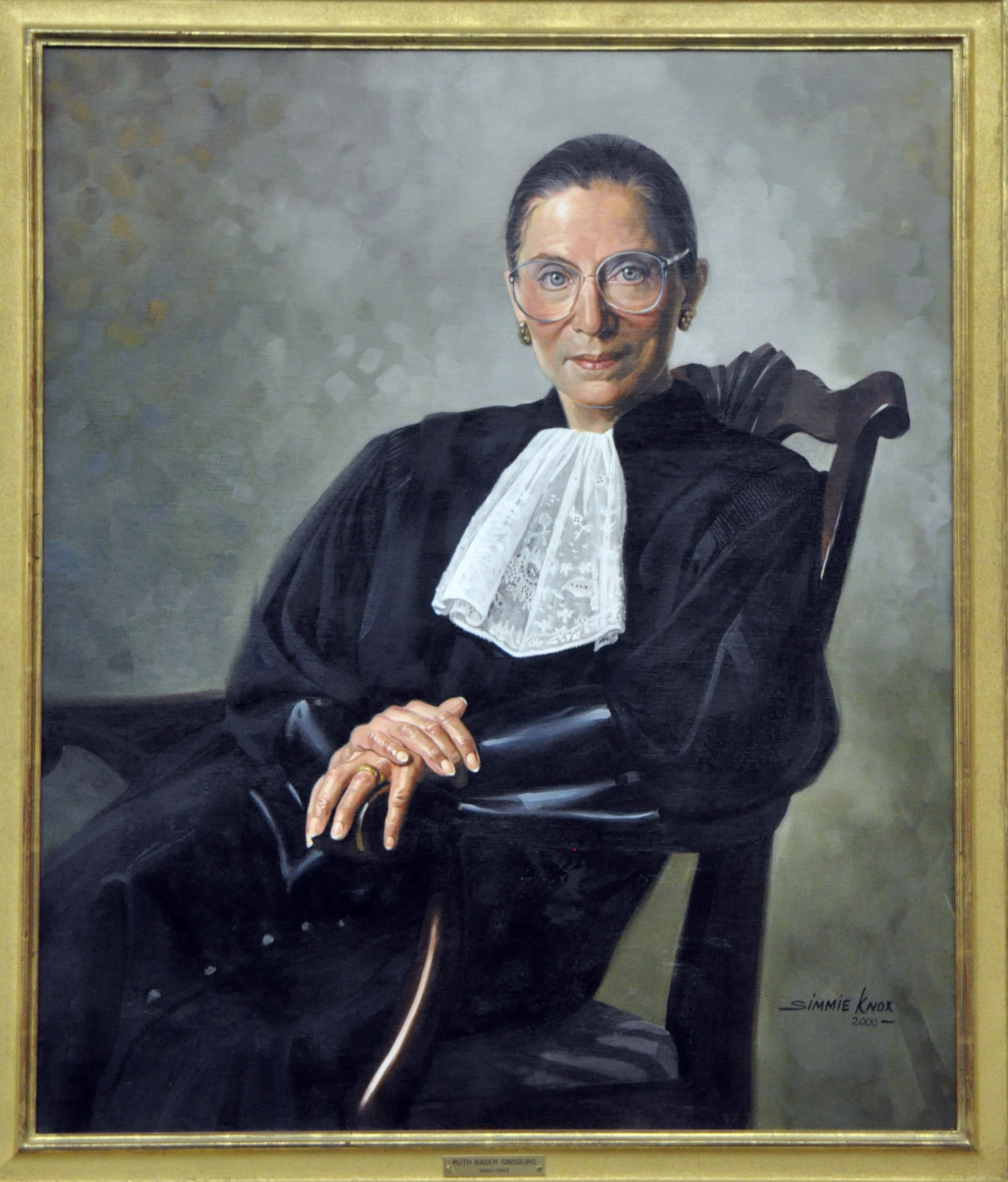
Richterin Ruth Bader Ginsburg – Porträt des afroamerikanischen Malers Simmie Knox für den Obersten Gerichtshof der Vereinigten Staaten, 2000, Öl auf Leinwand.

Nach dem Rücktritt des Richters Byron White aus Altersgründen nominierte Präsident Bill Clinton sie im Jahr 1993 als Richterin am Obersten Gericht der Vereinigten Staaten. In der Öffentlichkeit wurde sie damals als „moderat“ und „konsensorientiert“ angesehen. In seiner Begründung der Nominierung hob Clinton besonders ihr Engagement für Frauenrechte hervor, mit dem sie „in den besten Traditionen amerikanischen Rechts und Bürgertums“ stehe. Ruth Ginsburg war seit 26 Jahren die erste Person, die durch einen demokratischen Präsidenten nominiert wurde, und das erste jüdische Mitglied seit 1969 nach dem Amtsverzicht von Abe Fortas. Während der Anhörung durch den Senat, die sich an die Nominierung anschloss, erklärte sie, dass sie als Richterin weder eine Konservative noch eine Liberale sein werde. Sie weigerte sich jedoch, ihren Standpunkt zur Verfassungsmäßigkeit der Todesstrafe vollständig offenzulegen. Sie konzedierte lediglich, dass dies ein Präzedenzfall (precedent) sei. Auch zu ihrem Standpunkt zur Zulassung von Homosexuellen zum Militär gab sie nur oberflächliche Antworten. Sie begründete dies unter anderem mit der Möglichkeit, dass sie über diese Fragen eventuell zukünftig im Richteramt zu entscheiden habe, und man dürfe „einen Richter nie fragen, wie er in einem zukünftigen Streitfall entscheiden“ werde.
Am 22. Juni 1993 bestätigte der Senat ihre Nominierung mit großer Mehrheit von 96 zu 3 Stimmen. Die drei Gegenstimmen kamen von den republikanischen Senatoren Don Nickles (Oklahoma), Robert C. Smith (New Hampshire) und Jesse Helms (North Carolina). Am 10. August 1993 wurde sie vereidigt.
Seit 1982 war sie Mitglied der American Academy of Arts and Sciences und seit 2006 der American Philosophical Society. Im Jahr 2015 wurde sie in Hyde Park, New York mit der Freedom Medal des Four Freedoms Award geehrt.
In der Öffentlichkeit wurde sie auch unter ihrem Spitznamen RBG oder Notorious RBG bekannt.

### Erkrankungen und Tod
Ginsburg war mehrfach ernsthaft erkrankt. 1999 wurde Darmkrebs in einem frühen Stadium diagnostiziert und mittels Operation geheilt. Im Jahr 2009 wurde ein Pankreaskarzinom (Bauchspeicheldrüsenkrebs) in einem frühen Stadium diagnostiziert und ebenfalls kurativ operiert. Im November 2014 unterzog sie sich nach Angina-pectoris-Beschwerden einer Herzkatheteruntersuchung und erhielt einen Koronarstent. Am 7. November 2018 brach sich die 85-jährige Ginsburg bei einem Sturz in ihrem Büro drei Rippen und musste sich ins Krankenhaus begeben. Dies führte zu einer regen Anteilnahme in den sozialen Medien und zahlreichen Genesungs- und Gesundheitswünschen. Viele Nutzer sahen die Perspektive vor Augen, dass nach einem Ausscheiden Ginsburgs Präsident Donald Trump einen weiteren Richterposten am Obersten Gericht besetzen könnte – nach Neil Gorsuch 2017 und Brett Kavanaugh 2018. Als Zufallsbefund wurden bei der Lungenröntgenaufnahme nach der Rippenfraktur mehrere Lungenrundherde entdeckt, die als bösartig eingestuft wurden. Am 21. Dezember 2018 wurde bei ihr eine Lobektomie der Lunge durchgeführt. Auch bei diesem Ereignis war die Besorgnis des liberalen Amerika sehr groß. Im August 2019 wurde sie wegen eines erneut aufgetretenen bösartigen Tumors der Bauchspeicheldrüse mit einer dreiwöchigen Strahlentherapie behandelt. Trotz dieser Vorkommnisse beschied Ginsburg alle Fragen, ob sie sich vom Richteramt zurückziehen wolle, negativ. Am 8. Januar 2020 erklärte sie sich in einem Interview als „vom Krebs geheilt“ (cancer free). Im Juli 2020 gab Ginsburg bekannt, dass bei ihr Lebermetastasen diagnostiziert worden seien. Eine zuerst versuchte Immuntherapie habe nicht gewirkt, aber die seit dem 19. Mai 2020 laufende Chemotherapie mit Gemcitabin habe positive Ergebnisse gezeigt. Obwohl dies nicht explizit spezifiziert wurde, sprachen die Umstände für Metastasen des vordiagnostizierten Bauchspeicheldrüsenkrebses.
Am 18. September 2020 starb sie daran im Alter von 87 Jahren in Washington, D.C. Ihr Leichnam wurde einige Tage nach ihrem Tod für zwei Tage im Haus des Obersten Gerichtshofes aufgebahrt. Am 25. September 2020 wurde ihr Leichnam von der Aufbahrung im Obersten Gerichtshof zum U.S. Capitol überführt, wo sie nach kurzer Trauerzeremonie, als erste Frau und als erste Person jüdischen Glaubens, für einige Stunden aufgebahrt wurde (to lie in repose). Anschließend wurde ihr Leichnam im engsten Familienkreis auf dem Nationalfriedhof in Arlington (Arlington National Cemetery) neben ihrem im Juni 2010 verstorbenen Ehemann beigesetzt.

### Persönliches
Ihre Tochter Jane ist ebenfalls Rechtsprofessorin an der Columbia University. Ihr Sohn James ist Musikproduzent für klassische Musik. Ginsburgs Ehemann starb 2010 nach 56-jähriger Ehe an einer Krebserkrankung.

#### Verhältnis zu Kollegen amSupreme Court
Bemerkenswerterweise war der Richterkollege am Supreme Court, mit dem sich Ginsburg persönlich am besten verstand, Antonin Scalia, ein durch Ronald Reagan ernannter Vertreter des konservativen Flügels. Ginsburg und Scalia waren beide in New Yorker Vororten aufgewachsen und Rechtsprofessoren und Richter an Bundesberufungsgerichten gewesen, bevor sie an den Supreme Court berufen wurden. In ihren Rechtsansichten waren sie jedoch grundverschieden und in wichtigen Fragen häufig nicht einer Meinung. Trotzdem war das Verhältnis von gegenseitigem Respekt geprägt, und wenn sie unterschiedlicher Meinung waren, gaben sie vor der öffentlichen Verhandlung dem jeweils anderen eine Kopie ihrer Unterlagen, damit dieser eine entsprechende Antwort vorbereiten und sich eine respektvolle, nicht zu polarisierte Debatte entfalten konnte. Die Familien der beiden pflegten einen intensiven Austausch und beide, Scalia und Ginsburg, waren ausgesprochene Opernliebhaber und machten sogar teilweise gemeinsam Urlaub. Dies war der Öffentlichkeit bekannt, und am 11. Juli 2015 erlebte eine einaktige komische Oper Scalia/Ginsburg auf dem Castleton Festival ihre Uraufführung, die die Verhältnisse am Supreme Court parodierte.

#### Persönlicher Stil
Als Richterin am Obersten Gericht pflegte Ginsburg einen eigenen Stil. Sie trug nicht die traditionelle amerikanische Richterrobe, sondern eine robe d’avocat im französischen Stil. In diesem Stil folgte ihr später auch die Richterkollegin Sandra Day O’Connor. Häufig trug sie ein Jabot. Anfänglich war dieses von weißer Farbe, jedoch wurde es mit den Jahren immer bunter. Bei den Gelegenheiten, bei denen sie eine abweichende Meinung zu Protokoll gab, trug sie ein ganz besonderes dissent jabot. Dieses Jabot, das Entomologen offensichtlich an die Halsplatte von Gottesanbeterinnen erinnerte, führte dazu, dass ihr zu Ehren eine neue Art dieser Insekten, Ilomantis ginsburgae, nach ihr benannt wurde.

## Positionen

### Befürworterin von Frauenrechten
Ginsburg engagierte sich für die Gleichstellung der Geschlechter. Sie selbst erlebte Sexismus während ihrer gesamten Karriere, sowohl auf der persönlichen als auch auf der gesetzlichen Ebene. Bei einer Gelegenheit kritisierte sie der Dekan der Harvard Law School dafür, dass sie eine Position besetzte, die einem Mann hätte gegeben werden können. Nach ihrem Abschluss an der Columbia Law School als Beste in ihrer Klasse erhielt Ginsburg kein einziges Stellenangebot. Später erklärte sie, dass sie in der damaligen Zeit in dreierlei Hinsicht auffällig gewesen sei: als Jüdin, als Frau und als Mutter. Einer ihrer Professoren, Gerald Gunther, musste sie bei der Suche nach einer Arbeitsstelle bei einem Bundesrichter in Manhattan, Edmund Palmieri, unterstützen. 1963 unterrichtete sie als erste Frau an der Rutgers Law School. Sie erhielt jedoch ein geringeres Gehalt als ihre männlichen Kollegen, mit der Begründung, dass sie verheiratet sei und ihr Mann für ihren Unterhalt sorgen könne.
1971 spielte Ginsburg eine wichtige Rolle beim Start des Projekts Women’s Rights der American Civil Liberties Union (ACLU). Sie war von 1973 bis 1980 die führende Anwältin der ACLU und gehörte von 1974 bis 1980 ihrem Bundesvorstand an. So kam es, dass sie die ACLU in einigen Fällen vor dem Supreme Court vertrat, die mit den Rechten der Frau zu tun hatten, darunter Frontiero v. Richardson im Jahr 1973.
Mit dem Rücktritt von Sandra Day O’Connor 2006 war Ginsburg bis zur Ernennung von Sonia Sotomayor 2009 die einzige Richterin am Obersten Gerichtshof. Auf die Frage, wann es genügend Frauen im Obersten Gerichtshof geben würde, antwortete Ginsburg: „Wenn es neun gibt.“ (Neun Richterinnen wären ein rein weiblicher Oberster Gerichtshof. Ginsburg wies darauf hin, dass es den größten Teil der amerikanischen Geschichte einen rein männlichen Obersten Gerichtshof gegeben und niemand Einspruch erhoben habe.) Sie schrieb auch die Stellungnahme im Verfahren United States v. Virginia, die besagt, dass staatliche Schulen die Zulassung nicht aufgrund des Geschlechts ablehnen können. Richterin Ginsburg erklärte nachdrücklich, dass es keinen guten Grund für die Schule gebe, Frauen die Aufnahme zu verweigern, und dass Frauen die gleichen Bildungschancen verdienten wie Männer.
Richterin Ginsburg machte es sich zur Aufgabe, die Diskriminierung von Frauen am Arbeitsplatz zu beseitigen. Sie schrieb 2007 zusammen mit drei Richterkollegen einen harten Dissens im Urteil Ledbetter v. Goodyear Tire & Rubber Co. In diesem Verfahren hatte die Klägerin Lilly Ledbetter gegen ihren Arbeitgeber, Goodyear Tire & Rubber, geklagt, der sie jahrelang geringer bezahlt hatte als ihre männlichen Kollegen. Davon hatte die Klägerin jedoch erst erfahren, als sie den Arbeitgeber verließ. Die Klage wurde vom Obersten Gericht als verjährt abgewiesen. Ginsburg bezeichnete die Entscheidung des Gerichts als ungerecht, da die Klägerin aus Unwissen um ihre Diskriminierung keinen Anlass gehabt hatte, rechtzeitig Klage zu erheben. Auf Ginsburgs Aufforderung hin korrigierte der Kongress die Situation 2009 mit der Verabschiedung des Lilly Ledbetter Fair Pay Act, der anschließend von Präsident Barack Obama in Kraft gesetzt wurde.

### Juristische Positionen

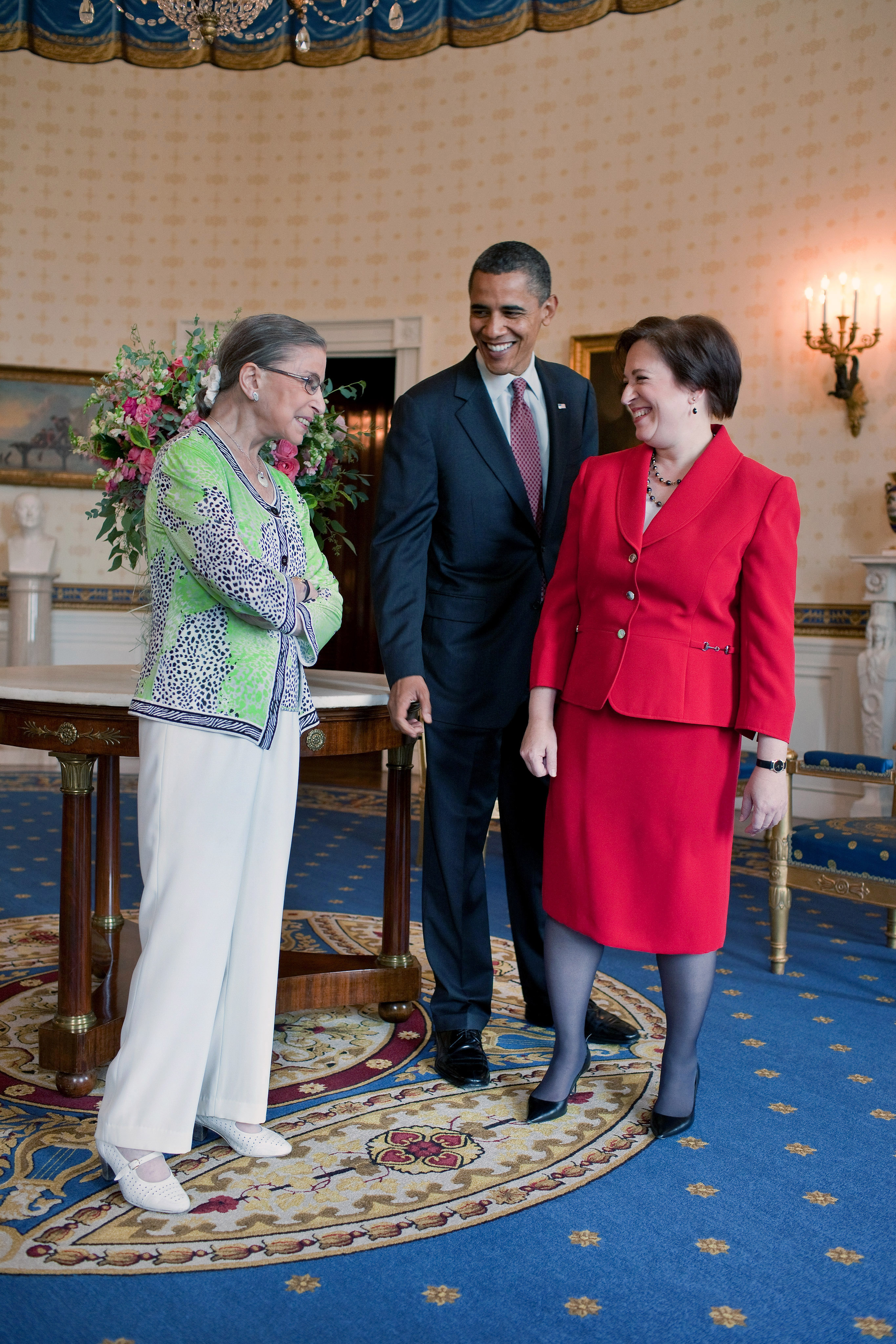
Ginsburg, Präsident Barack Obama und Elena Kagan im August 2010 im Blue Room des Weißen Hauses

Ginsburg galt als Vertreterin des sogenannten liberalen Flügels im Supreme Court. In den Anfangsjahren am Supreme Court trat sie für die Öffentlichkeit nicht besonders prominent in Erscheinung. Nach dem Ausscheiden von Sandra Day O’Connor war die Stimme Ginsburgs als einzig verbliebener Frau am Obersten Gericht nach Einschätzung von Beobachtern „hörbar lauter“. Mehrfach nutzte sie die Möglichkeit, einen Dissens von der Richterbank aus zu verkündigen, als Zeichen einer starken Abweichung von der Mehrheitsmeinung. Seit dem Ausscheiden von John Paul Stevens war sie das dienstälteste Mitglied des liberalen Flügels am Supreme Court und hatte dort nach dem Senioritätsprinzip eine Art Führerschaft dieses Flügels übernommen. Dabei bemühte sie sich, diesen Flügel mit einer einheitlichen Stimme sprechen zu lassen.
In ihrem Vorgehen als Juristin wurde sie als grundsätzlich vorsichtig und fallorientiert beschrieben. Sie sei konservativ im Burke’schen Sinne und glaube anders als ihre liberalen Vorgänger William Joseph Brennan oder Thurgood Marshall grundsätzlich nicht daran, dass fundamentale gesellschaftliche Veränderungen durch die Gerichte veranlasst werden sollten. In diesem Sinne kritisierte sie beispielsweise auch das Urteil im Fall Roe v. Wade, mit dem jegliche bundesstaatlichen Gesetze zur Beschränkung des Schwangerschaftsabbruchs aufgehoben wurden, als zu weitgehend. Stattdessen, so Ginsburg, hätte sich das Oberste Gericht auf die Aufhebung des entsprechenden Gesetzes in Texas beschränken sollen. Durch das Urteil sei eine wünschenswerte grundsätzliche gesellschaftliche Diskussion über den Schwangerschaftsabbruch vorzeitig beendet worden.
Im Folgenden sind einige wichtige Streitfälle aufgeführt, bei denen das Votum von Ruth Bader Ginsburg eine wichtige Rolle spielte.

#### Recht auf Abtreibung
Neben ihrer erwähnten allgemeineren Kritik an Roe v. Wade war Ginsburg eine grundsätzliche Verfechterin des Rechts auf Abtreibung. In mehreren Rechtsverfahren, in denen sie teilweise der Mehrheitsmeinung und teilweise der Mindermeinung angehörte, vertrat sie tendenziell immer das Recht der Frauen auf eine eigene Entscheidung (Stenberg v. Carhart 2000, Gonzales v. Carhart 2007, Whole Woman’s Health v. Hellerstedt 2016).

#### Todesstrafe
Bei der am 16. April 2008 veröffentlichten Entscheidung Baze v. Rees vertrat Ruth Bader Ginsburg zusammen mit Richter David Souter die Mindermeinung, dass die in Kentucky angewandte Hinrichtungsart durch die Giftspritze verfassungswidrig sei.

#### Homosexualität
Am 26. Juni 2003 erklärte der Oberste Gerichtshof mit sechs zu drei Stimmen im Fall Lawrence v. Texas die Sodomiegesetze für ungültig. Ginsburg vertrat dabei die Mehrheitsmeinung. Im Jahr 2015 entschied der Oberste Gerichtshof in Obergefell v. Hodges, dass ein Verbot gleichgeschlechtlicher Eheschließungen gegen den 14. Zusatzartikel zur Verfassung der Vereinigten Staaten verstoße. Ginsburg vertrat auch hier die Mehrheitsmeinung.

#### Affordable Care Act
In mehreren Entscheidungen unterstützte Ginsburg die Verfassungsmäßigkeit des Patient Protection and Affordable Care Acts („Obamacare“).

## Nachbesetzung am Supreme Court
Bereits wenige Stunden nach Ginsburgs Tod – sechs Wochen vor dem Termin der Präsidentschaftswahl – entspannen sich Debatten um die Nachbesetzung ihres Sitzes am Supreme Court. Vor der Präsidentschaftswahl 2016 hatte der Senat unter seinem republikanischen Mehrheitsführer Mitch McConnell die Neubesetzung des Sitzes des verstorbenen Antonin Scalia durch Präsident Barack Obama 10 Monate lang blockiert, mit dem Argument, dass die Präsidentschaftswahl bevorstünde. Nach Ginsburgs Tod erklärte McConnell dagegen, dass er jede Nominierung durch Präsident Donald Trump zur Beschlussfassung an den Senat weiterleiten werde. Der demokratische Präsidentschaftsbewerber Joe Biden forderte unter Hinweis auf die Haltung des Senats im Jahr 2016, die Nachbesetzung auf einen Zeitpunkt nach der Wahl zu verschieben. Am 19. September 2020 kündigte Präsident Trump die Nominierung einer Frau als Nachfolgerin Ginsburgs am Supreme Court an. Am 26. September 2020 nominierte Trump Amy Coney Barrett als Ginsburgs Nachfolgerin. Sie wurde am 26. Oktober 2020 durch die republikanische Mehrheit im Senat bestätigt und am selben Tag durch Richter Clarence Thomas als 103. Richterin des Supreme Court im Weißen Haus vereidigt.

## Auszeichnungen
- Genesis-Preis 2018 für ihr Lebenswerk
- Berggruen-Preis 2019 für ihre rechtliche Pionierarbeit im Bereich Geschlechtergerechtigkeit und ihre Unterstützung des Rechtssystems[55]
- 32nd annual Liberty Medal of the The National Constitution Center 2020 für ihre Anstrengungen, Freiheit und Gleichheit aller voranzubringen

## Postume Ehrungen
Seit 2021 war geplant, das inzwischen in Bau befindliche Versorgungsschiff T-AO-212 der United States Navy, ein Trossschiff der John-Lewis-Klasse, nach Ruth Bader Ginsburg zu benennen. Nach Ankündigungen aus der Umgebung des neuen Verteidigungsministers Pete Hegseth soll der Name im Rahmen der von ihm betriebenen Neuausrichtung der Traditionspflege der amerikanischen Streitkräfte in der 2. Amtszeit von Donald Trump als US-Präsident aber geändert werden.

## Filme und Oper
- Im Jahr 2015 komponierte Derrick Wang eine komische Oper (Originalbezeichnung: „An American comic opera“) über die freundschaftliche Beziehung zwischen Antonin Scalia und Ruth Bader Ginsburg mit dem Titel Scalia/Ginsburg: A (Gentle) Parody of Operatic Proportions, auch Scalia v. Ginsburg genannt.[57][58][59][60]
- RBG, Dokumentarfilm von Betsy West und Julie Cohen, 2018, Premiere beim Sundance Film Festival, deutscher Titel RBG – Ein Leben für die Gerechtigkeit., Filmstart 13. Dezember 2018
  - Heike Karen Runge, Rezension des Films, in: „Dschungel“, Beilage zu jungle world, 50, 13. Dezember 2018, S. 2–5.
- Die Berufung – Ihr Kampf für Gerechtigkeit (On the Basis of Sex, 2018), Spielfilm von Mimi Leder mit Felicity Jones in der Hauptrolle. Deutscher Kinostart 7. März 2019.

### Monografien
- Irin Carmon, Shana Knizhnik: Notorious RBG: The Life and Times of Ruth Bader Ginsburg. Dey Street Books, New York 2015, ISBN 978-0-06-241583-7.
- Helena Hunt (Hg.): Ruth Bader Ginsburg: 300 Statements der berühmten Supreme-Court-Richterin. Aus dem Englischen von Stefanie Retterbush. btb, München 2020, ISBN 978-3-442-77081-6.
- Heike Wolter, Julia Christof: Ruth Bader Ginsburg – Richterin für Gerechtigkeit. edition riedenburg, Salzburg 2020. ISBN 978-3-99082-070-4.

### Aufsätze
- Rita Kohlmaier: Ruth Bader Ginsburg. In: Frauen 70+ Cool. Rebellisch. Weise. Elisabeth Sandmann Verlag, München 2020, ISBN 978-3-945543-76-4, S. 28–33.
- Ute Sacksofsky: Ruth Bader Ginsburg – pragmatische Revolutionärin. In: Oliver Lepsius, Angelika Nußberger, Christoph Schönberger, Christian Waldhoff, Christian Walter (Hrsg.): Jahrbuch des öffentlichen Rechts der Gegenwart. Neue Folge. Band 69, Nr. 1. Mohr Siebeck, 2021, ISSN 0075-2517, S. 763–783, doi:10.1628/joer-2021-0031 (mohrsiebeck.com).

### Zeitungsartikel
- Zoé Baches, Andreas Rüesch: Wir können unseren Feinden kein grösseres Geschenk machen. Neue Zürcher Zeitung, 8. Oktober 2015, abgerufen am 28. August 2019.
- Moira Donegan: Ruth Bader Ginsburg is a hero to women. A future without her is a chilling prospect. The Guardian, 28. August 2019, abgerufen am 28. August 2019 (englisch).
- Marietta Steinhart: Ruth Bader Ginsburg: Superfrau mit Richterhammer. Die Zeit, 25. Dezember 2018, abgerufen am 28. August 2019.